# Џејмс Родеј
Џејмс Дејвид Родригез (енгл. James David Rodriguez; Сан Антонио, 4. април 1976), познат као Џејмс Родеј (енгл. James Roday), амерички је глумац, редитељ и сценариста. Познат је по улози Шона Спенсера у серији Фрикови.

## Детињство и младост
Рођен је 4. априла 1976. године у Сан Антонију, где је и завршио основно и средње образовање. Син је Мексиканца Хаимеа Родригеза и Деборе Колинс која има енглеског, ирског и шкотског порекла. Отац му је пензионисани главни наредник ваздухопловства и некадашњи регионални кетеринг менаџер ланца брзе хране Taco Cabana. Студирао је позориште на Универзитету у Њујорку, где је стекао диплому ликовне уметности.

## Приватни живот
Између 2006. и 2014. забављао се са глумицом Меги Лосон, коју је упознао на снимању серије Фрикови.

## Филмографија
| Улоге Џејмса Родеја |                  |               |               |          |
| Година              | Српски назив     | Изворни назив | Улога         | Напомена |
| 2002.               | Градић Провиденс |               | Алекс Конрад  |          |
| 2006—2014.          | Фрикови          |               | Шон Спенсер   |          |
| 2009.               | Гејмер           |               | водитељ вести |          |